# Knud Harald Hannemann
Knud Harald Hannemann (Randers, 16 febbraio 1903 – 1º maggio 1981) è stato un compositore di scacchi danese.
Compose il suo primo problema a dodici anni in collaborazione con il padre Harald Frederik, un forte giocatore e saltuariamente anche compositore. Ha pubblicato circa 800 problemi, molti dei quali premiati.
Laureato in ingegneria chimica, fu direttore della biblioteca tecnica danese (Danmarks Tekniske Bibliotek). Cento problemi da lui scelti sono stati pubblicati e commentati da Meindert Niemeijer nel libro The Danish Wizard (Wassenaar, 1963).
Due sue composizioni:
|   | a | b | c | d | e | f | g | h |   |
| 8 | e8 donna del bianco · g8 alfiere del nero · a7 donna del nero · c7 cavallo del bianco · d7 pedone del nero · a6 pedone del nero · d6 alfiere del bianco · e6 cavallo del nero · e5 cavallo del bianco · f5 pedone del nero · c4 torre del bianco · d4 pedone del bianco · e4 re del nero · f4 pedone del nero · a3 torre del bianco · e3 pedone del bianco · f3 pedone del nero · g3 pedone del bianco · a2 re del bianco · c2 pedone del bianco · b1 alfiere del bianco | e8 donna del bianco · g8 alfiere del nero · a7 donna del nero · c7 cavallo del bianco · d7 pedone del nero · a6 pedone del nero · d6 alfiere del bianco · e6 cavallo del nero · e5 cavallo del bianco · f5 pedone del nero · c4 torre del bianco · d4 pedone del bianco · e4 re del nero · f4 pedone del nero · a3 torre del bianco · e3 pedone del bianco · f3 pedone del nero · g3 pedone del bianco · a2 re del bianco · c2 pedone del bianco · b1 alfiere del bianco | e8 donna del bianco · g8 alfiere del nero · a7 donna del nero · c7 cavallo del bianco · d7 pedone del nero · a6 pedone del nero · d6 alfiere del bianco · e6 cavallo del nero · e5 cavallo del bianco · f5 pedone del nero · c4 torre del bianco · d4 pedone del bianco · e4 re del nero · f4 pedone del nero · a3 torre del bianco · e3 pedone del bianco · f3 pedone del nero · g3 pedone del bianco · a2 re del bianco · c2 pedone del bianco · b1 alfiere del bianco | e8 donna del bianco · g8 alfiere del nero · a7 donna del nero · c7 cavallo del bianco · d7 pedone del nero · a6 pedone del nero · d6 alfiere del bianco · e6 cavallo del nero · e5 cavallo del bianco · f5 pedone del nero · c4 torre del bianco · d4 pedone del bianco · e4 re del nero · f4 pedone del nero · a3 torre del bianco · e3 pedone del bianco · f3 pedone del nero · g3 pedone del bianco · a2 re del bianco · c2 pedone del bianco · b1 alfiere del bianco | e8 donna del bianco · g8 alfiere del nero · a7 donna del nero · c7 cavallo del bianco · d7 pedone del nero · a6 pedone del nero · d6 alfiere del bianco · e6 cavallo del nero · e5 cavallo del bianco · f5 pedone del nero · c4 torre del bianco · d4 pedone del bianco · e4 re del nero · f4 pedone del nero · a3 torre del bianco · e3 pedone del bianco · f3 pedone del nero · g3 pedone del bianco · a2 re del bianco · c2 pedone del bianco · b1 alfiere del bianco | e8 donna del bianco · g8 alfiere del nero · a7 donna del nero · c7 cavallo del bianco · d7 pedone del nero · a6 pedone del nero · d6 alfiere del bianco · e6 cavallo del nero · e5 cavallo del bianco · f5 pedone del nero · c4 torre del bianco · d4 pedone del bianco · e4 re del nero · f4 pedone del nero · a3 torre del bianco · e3 pedone del bianco · f3 pedone del nero · g3 pedone del bianco · a2 re del bianco · c2 pedone del bianco · b1 alfiere del bianco | e8 donna del bianco · g8 alfiere del nero · a7 donna del nero · c7 cavallo del bianco · d7 pedone del nero · a6 pedone del nero · d6 alfiere del bianco · e6 cavallo del nero · e5 cavallo del bianco · f5 pedone del nero · c4 torre del bianco · d4 pedone del bianco · e4 re del nero · f4 pedone del nero · a3 torre del bianco · e3 pedone del bianco · f3 pedone del nero · g3 pedone del bianco · a2 re del bianco · c2 pedone del bianco · b1 alfiere del bianco | e8 donna del bianco · g8 alfiere del nero · a7 donna del nero · c7 cavallo del bianco · d7 pedone del nero · a6 pedone del nero · d6 alfiere del bianco · e6 cavallo del nero · e5 cavallo del bianco · f5 pedone del nero · c4 torre del bianco · d4 pedone del bianco · e4 re del nero · f4 pedone del nero · a3 torre del bianco · e3 pedone del bianco · f3 pedone del nero · g3 pedone del bianco · a2 re del bianco · c2 pedone del bianco · b1 alfiere del bianco | 8 |
| 7 | e8 donna del bianco · g8 alfiere del nero · a7 donna del nero · c7 cavallo del bianco · d7 pedone del nero · a6 pedone del nero · d6 alfiere del bianco · e6 cavallo del nero · e5 cavallo del bianco · f5 pedone del nero · c4 torre del bianco · d4 pedone del bianco · e4 re del nero · f4 pedone del nero · a3 torre del bianco · e3 pedone del bianco · f3 pedone del nero · g3 pedone del bianco · a2 re del bianco · c2 pedone del bianco · b1 alfiere del bianco | e8 donna del bianco · g8 alfiere del nero · a7 donna del nero · c7 cavallo del bianco · d7 pedone del nero · a6 pedone del nero · d6 alfiere del bianco · e6 cavallo del nero · e5 cavallo del bianco · f5 pedone del nero · c4 torre del bianco · d4 pedone del bianco · e4 re del nero · f4 pedone del nero · a3 torre del bianco · e3 pedone del bianco · f3 pedone del nero · g3 pedone del bianco · a2 re del bianco · c2 pedone del bianco · b1 alfiere del bianco | e8 donna del bianco · g8 alfiere del nero · a7 donna del nero · c7 cavallo del bianco · d7 pedone del nero · a6 pedone del nero · d6 alfiere del bianco · e6 cavallo del nero · e5 cavallo del bianco · f5 pedone del nero · c4 torre del bianco · d4 pedone del bianco · e4 re del nero · f4 pedone del nero · a3 torre del bianco · e3 pedone del bianco · f3 pedone del nero · g3 pedone del bianco · a2 re del bianco · c2 pedone del bianco · b1 alfiere del bianco | e8 donna del bianco · g8 alfiere del nero · a7 donna del nero · c7 cavallo del bianco · d7 pedone del nero · a6 pedone del nero · d6 alfiere del bianco · e6 cavallo del nero · e5 cavallo del bianco · f5 pedone del nero · c4 torre del bianco · d4 pedone del bianco · e4 re del nero · f4 pedone del nero · a3 torre del bianco · e3 pedone del bianco · f3 pedone del nero · g3 pedone del bianco · a2 re del bianco · c2 pedone del bianco · b1 alfiere del bianco | e8 donna del bianco · g8 alfiere del nero · a7 donna del nero · c7 cavallo del bianco · d7 pedone del nero · a6 pedone del nero · d6 alfiere del bianco · e6 cavallo del nero · e5 cavallo del bianco · f5 pedone del nero · c4 torre del bianco · d4 pedone del bianco · e4 re del nero · f4 pedone del nero · a3 torre del bianco · e3 pedone del bianco · f3 pedone del nero · g3 pedone del bianco · a2 re del bianco · c2 pedone del bianco · b1 alfiere del bianco | e8 donna del bianco · g8 alfiere del nero · a7 donna del nero · c7 cavallo del bianco · d7 pedone del nero · a6 pedone del nero · d6 alfiere del bianco · e6 cavallo del nero · e5 cavallo del bianco · f5 pedone del nero · c4 torre del bianco · d4 pedone del bianco · e4 re del nero · f4 pedone del nero · a3 torre del bianco · e3 pedone del bianco · f3 pedone del nero · g3 pedone del bianco · a2 re del bianco · c2 pedone del bianco · b1 alfiere del bianco | e8 donna del bianco · g8 alfiere del nero · a7 donna del nero · c7 cavallo del bianco · d7 pedone del nero · a6 pedone del nero · d6 alfiere del bianco · e6 cavallo del nero · e5 cavallo del bianco · f5 pedone del nero · c4 torre del bianco · d4 pedone del bianco · e4 re del nero · f4 pedone del nero · a3 torre del bianco · e3 pedone del bianco · f3 pedone del nero · g3 pedone del bianco · a2 re del bianco · c2 pedone del bianco · b1 alfiere del bianco | e8 donna del bianco · g8 alfiere del nero · a7 donna del nero · c7 cavallo del bianco · d7 pedone del nero · a6 pedone del nero · d6 alfiere del bianco · e6 cavallo del nero · e5 cavallo del bianco · f5 pedone del nero · c4 torre del bianco · d4 pedone del bianco · e4 re del nero · f4 pedone del nero · a3 torre del bianco · e3 pedone del bianco · f3 pedone del nero · g3 pedone del bianco · a2 re del bianco · c2 pedone del bianco · b1 alfiere del bianco | 7 |
| 6 | e8 donna del bianco · g8 alfiere del nero · a7 donna del nero · c7 cavallo del bianco · d7 pedone del nero · a6 pedone del nero · d6 alfiere del bianco · e6 cavallo del nero · e5 cavallo del bianco · f5 pedone del nero · c4 torre del bianco · d4 pedone del bianco · e4 re del nero · f4 pedone del nero · a3 torre del bianco · e3 pedone del bianco · f3 pedone del nero · g3 pedone del bianco · a2 re del bianco · c2 pedone del bianco · b1 alfiere del bianco | e8 donna del bianco · g8 alfiere del nero · a7 donna del nero · c7 cavallo del bianco · d7 pedone del nero · a6 pedone del nero · d6 alfiere del bianco · e6 cavallo del nero · e5 cavallo del bianco · f5 pedone del nero · c4 torre del bianco · d4 pedone del bianco · e4 re del nero · f4 pedone del nero · a3 torre del bianco · e3 pedone del bianco · f3 pedone del nero · g3 pedone del bianco · a2 re del bianco · c2 pedone del bianco · b1 alfiere del bianco | e8 donna del bianco · g8 alfiere del nero · a7 donna del nero · c7 cavallo del bianco · d7 pedone del nero · a6 pedone del nero · d6 alfiere del bianco · e6 cavallo del nero · e5 cavallo del bianco · f5 pedone del nero · c4 torre del bianco · d4 pedone del bianco · e4 re del nero · f4 pedone del nero · a3 torre del bianco · e3 pedone del bianco · f3 pedone del nero · g3 pedone del bianco · a2 re del bianco · c2 pedone del bianco · b1 alfiere del bianco | e8 donna del bianco · g8 alfiere del nero · a7 donna del nero · c7 cavallo del bianco · d7 pedone del nero · a6 pedone del nero · d6 alfiere del bianco · e6 cavallo del nero · e5 cavallo del bianco · f5 pedone del nero · c4 torre del bianco · d4 pedone del bianco · e4 re del nero · f4 pedone del nero · a3 torre del bianco · e3 pedone del bianco · f3 pedone del nero · g3 pedone del bianco · a2 re del bianco · c2 pedone del bianco · b1 alfiere del bianco | e8 donna del bianco · g8 alfiere del nero · a7 donna del nero · c7 cavallo del bianco · d7 pedone del nero · a6 pedone del nero · d6 alfiere del bianco · e6 cavallo del nero · e5 cavallo del bianco · f5 pedone del nero · c4 torre del bianco · d4 pedone del bianco · e4 re del nero · f4 pedone del nero · a3 torre del bianco · e3 pedone del bianco · f3 pedone del nero · g3 pedone del bianco · a2 re del bianco · c2 pedone del bianco · b1 alfiere del bianco | e8 donna del bianco · g8 alfiere del nero · a7 donna del nero · c7 cavallo del bianco · d7 pedone del nero · a6 pedone del nero · d6 alfiere del bianco · e6 cavallo del nero · e5 cavallo del bianco · f5 pedone del nero · c4 torre del bianco · d4 pedone del bianco · e4 re del nero · f4 pedone del nero · a3 torre del bianco · e3 pedone del bianco · f3 pedone del nero · g3 pedone del bianco · a2 re del bianco · c2 pedone del bianco · b1 alfiere del bianco | e8 donna del bianco · g8 alfiere del nero · a7 donna del nero · c7 cavallo del bianco · d7 pedone del nero · a6 pedone del nero · d6 alfiere del bianco · e6 cavallo del nero · e5 cavallo del bianco · f5 pedone del nero · c4 torre del bianco · d4 pedone del bianco · e4 re del nero · f4 pedone del nero · a3 torre del bianco · e3 pedone del bianco · f3 pedone del nero · g3 pedone del bianco · a2 re del bianco · c2 pedone del bianco · b1 alfiere del bianco | e8 donna del bianco · g8 alfiere del nero · a7 donna del nero · c7 cavallo del bianco · d7 pedone del nero · a6 pedone del nero · d6 alfiere del bianco · e6 cavallo del nero · e5 cavallo del bianco · f5 pedone del nero · c4 torre del bianco · d4 pedone del bianco · e4 re del nero · f4 pedone del nero · a3 torre del bianco · e3 pedone del bianco · f3 pedone del nero · g3 pedone del bianco · a2 re del bianco · c2 pedone del bianco · b1 alfiere del bianco | 6 |
| 5 | e8 donna del bianco · g8 alfiere del nero · a7 donna del nero · c7 cavallo del bianco · d7 pedone del nero · a6 pedone del nero · d6 alfiere del bianco · e6 cavallo del nero · e5 cavallo del bianco · f5 pedone del nero · c4 torre del bianco · d4 pedone del bianco · e4 re del nero · f4 pedone del nero · a3 torre del bianco · e3 pedone del bianco · f3 pedone del nero · g3 pedone del bianco · a2 re del bianco · c2 pedone del bianco · b1 alfiere del bianco | e8 donna del bianco · g8 alfiere del nero · a7 donna del nero · c7 cavallo del bianco · d7 pedone del nero · a6 pedone del nero · d6 alfiere del bianco · e6 cavallo del nero · e5 cavallo del bianco · f5 pedone del nero · c4 torre del bianco · d4 pedone del bianco · e4 re del nero · f4 pedone del nero · a3 torre del bianco · e3 pedone del bianco · f3 pedone del nero · g3 pedone del bianco · a2 re del bianco · c2 pedone del bianco · b1 alfiere del bianco | e8 donna del bianco · g8 alfiere del nero · a7 donna del nero · c7 cavallo del bianco · d7 pedone del nero · a6 pedone del nero · d6 alfiere del bianco · e6 cavallo del nero · e5 cavallo del bianco · f5 pedone del nero · c4 torre del bianco · d4 pedone del bianco · e4 re del nero · f4 pedone del nero · a3 torre del bianco · e3 pedone del bianco · f3 pedone del nero · g3 pedone del bianco · a2 re del bianco · c2 pedone del bianco · b1 alfiere del bianco | e8 donna del bianco · g8 alfiere del nero · a7 donna del nero · c7 cavallo del bianco · d7 pedone del nero · a6 pedone del nero · d6 alfiere del bianco · e6 cavallo del nero · e5 cavallo del bianco · f5 pedone del nero · c4 torre del bianco · d4 pedone del bianco · e4 re del nero · f4 pedone del nero · a3 torre del bianco · e3 pedone del bianco · f3 pedone del nero · g3 pedone del bianco · a2 re del bianco · c2 pedone del bianco · b1 alfiere del bianco | e8 donna del bianco · g8 alfiere del nero · a7 donna del nero · c7 cavallo del bianco · d7 pedone del nero · a6 pedone del nero · d6 alfiere del bianco · e6 cavallo del nero · e5 cavallo del bianco · f5 pedone del nero · c4 torre del bianco · d4 pedone del bianco · e4 re del nero · f4 pedone del nero · a3 torre del bianco · e3 pedone del bianco · f3 pedone del nero · g3 pedone del bianco · a2 re del bianco · c2 pedone del bianco · b1 alfiere del bianco | e8 donna del bianco · g8 alfiere del nero · a7 donna del nero · c7 cavallo del bianco · d7 pedone del nero · a6 pedone del nero · d6 alfiere del bianco · e6 cavallo del nero · e5 cavallo del bianco · f5 pedone del nero · c4 torre del bianco · d4 pedone del bianco · e4 re del nero · f4 pedone del nero · a3 torre del bianco · e3 pedone del bianco · f3 pedone del nero · g3 pedone del bianco · a2 re del bianco · c2 pedone del bianco · b1 alfiere del bianco | e8 donna del bianco · g8 alfiere del nero · a7 donna del nero · c7 cavallo del bianco · d7 pedone del nero · a6 pedone del nero · d6 alfiere del bianco · e6 cavallo del nero · e5 cavallo del bianco · f5 pedone del nero · c4 torre del bianco · d4 pedone del bianco · e4 re del nero · f4 pedone del nero · a3 torre del bianco · e3 pedone del bianco · f3 pedone del nero · g3 pedone del bianco · a2 re del bianco · c2 pedone del bianco · b1 alfiere del bianco | e8 donna del bianco · g8 alfiere del nero · a7 donna del nero · c7 cavallo del bianco · d7 pedone del nero · a6 pedone del nero · d6 alfiere del bianco · e6 cavallo del nero · e5 cavallo del bianco · f5 pedone del nero · c4 torre del bianco · d4 pedone del bianco · e4 re del nero · f4 pedone del nero · a3 torre del bianco · e3 pedone del bianco · f3 pedone del nero · g3 pedone del bianco · a2 re del bianco · c2 pedone del bianco · b1 alfiere del bianco | 5 |
| 4 | e8 donna del bianco · g8 alfiere del nero · a7 donna del nero · c7 cavallo del bianco · d7 pedone del nero · a6 pedone del nero · d6 alfiere del bianco · e6 cavallo del nero · e5 cavallo del bianco · f5 pedone del nero · c4 torre del bianco · d4 pedone del bianco · e4 re del nero · f4 pedone del nero · a3 torre del bianco · e3 pedone del bianco · f3 pedone del nero · g3 pedone del bianco · a2 re del bianco · c2 pedone del bianco · b1 alfiere del bianco | e8 donna del bianco · g8 alfiere del nero · a7 donna del nero · c7 cavallo del bianco · d7 pedone del nero · a6 pedone del nero · d6 alfiere del bianco · e6 cavallo del nero · e5 cavallo del bianco · f5 pedone del nero · c4 torre del bianco · d4 pedone del bianco · e4 re del nero · f4 pedone del nero · a3 torre del bianco · e3 pedone del bianco · f3 pedone del nero · g3 pedone del bianco · a2 re del bianco · c2 pedone del bianco · b1 alfiere del bianco | e8 donna del bianco · g8 alfiere del nero · a7 donna del nero · c7 cavallo del bianco · d7 pedone del nero · a6 pedone del nero · d6 alfiere del bianco · e6 cavallo del nero · e5 cavallo del bianco · f5 pedone del nero · c4 torre del bianco · d4 pedone del bianco · e4 re del nero · f4 pedone del nero · a3 torre del bianco · e3 pedone del bianco · f3 pedone del nero · g3 pedone del bianco · a2 re del bianco · c2 pedone del bianco · b1 alfiere del bianco | e8 donna del bianco · g8 alfiere del nero · a7 donna del nero · c7 cavallo del bianco · d7 pedone del nero · a6 pedone del nero · d6 alfiere del bianco · e6 cavallo del nero · e5 cavallo del bianco · f5 pedone del nero · c4 torre del bianco · d4 pedone del bianco · e4 re del nero · f4 pedone del nero · a3 torre del bianco · e3 pedone del bianco · f3 pedone del nero · g3 pedone del bianco · a2 re del bianco · c2 pedone del bianco · b1 alfiere del bianco | e8 donna del bianco · g8 alfiere del nero · a7 donna del nero · c7 cavallo del bianco · d7 pedone del nero · a6 pedone del nero · d6 alfiere del bianco · e6 cavallo del nero · e5 cavallo del bianco · f5 pedone del nero · c4 torre del bianco · d4 pedone del bianco · e4 re del nero · f4 pedone del nero · a3 torre del bianco · e3 pedone del bianco · f3 pedone del nero · g3 pedone del bianco · a2 re del bianco · c2 pedone del bianco · b1 alfiere del bianco | e8 donna del bianco · g8 alfiere del nero · a7 donna del nero · c7 cavallo del bianco · d7 pedone del nero · a6 pedone del nero · d6 alfiere del bianco · e6 cavallo del nero · e5 cavallo del bianco · f5 pedone del nero · c4 torre del bianco · d4 pedone del bianco · e4 re del nero · f4 pedone del nero · a3 torre del bianco · e3 pedone del bianco · f3 pedone del nero · g3 pedone del bianco · a2 re del bianco · c2 pedone del bianco · b1 alfiere del bianco | e8 donna del bianco · g8 alfiere del nero · a7 donna del nero · c7 cavallo del bianco · d7 pedone del nero · a6 pedone del nero · d6 alfiere del bianco · e6 cavallo del nero · e5 cavallo del bianco · f5 pedone del nero · c4 torre del bianco · d4 pedone del bianco · e4 re del nero · f4 pedone del nero · a3 torre del bianco · e3 pedone del bianco · f3 pedone del nero · g3 pedone del bianco · a2 re del bianco · c2 pedone del bianco · b1 alfiere del bianco | e8 donna del bianco · g8 alfiere del nero · a7 donna del nero · c7 cavallo del bianco · d7 pedone del nero · a6 pedone del nero · d6 alfiere del bianco · e6 cavallo del nero · e5 cavallo del bianco · f5 pedone del nero · c4 torre del bianco · d4 pedone del bianco · e4 re del nero · f4 pedone del nero · a3 torre del bianco · e3 pedone del bianco · f3 pedone del nero · g3 pedone del bianco · a2 re del bianco · c2 pedone del bianco · b1 alfiere del bianco | 4 |
| 3 | e8 donna del bianco · g8 alfiere del nero · a7 donna del nero · c7 cavallo del bianco · d7 pedone del nero · a6 pedone del nero · d6 alfiere del bianco · e6 cavallo del nero · e5 cavallo del bianco · f5 pedone del nero · c4 torre del bianco · d4 pedone del bianco · e4 re del nero · f4 pedone del nero · a3 torre del bianco · e3 pedone del bianco · f3 pedone del nero · g3 pedone del bianco · a2 re del bianco · c2 pedone del bianco · b1 alfiere del bianco | e8 donna del bianco · g8 alfiere del nero · a7 donna del nero · c7 cavallo del bianco · d7 pedone del nero · a6 pedone del nero · d6 alfiere del bianco · e6 cavallo del nero · e5 cavallo del bianco · f5 pedone del nero · c4 torre del bianco · d4 pedone del bianco · e4 re del nero · f4 pedone del nero · a3 torre del bianco · e3 pedone del bianco · f3 pedone del nero · g3 pedone del bianco · a2 re del bianco · c2 pedone del bianco · b1 alfiere del bianco | e8 donna del bianco · g8 alfiere del nero · a7 donna del nero · c7 cavallo del bianco · d7 pedone del nero · a6 pedone del nero · d6 alfiere del bianco · e6 cavallo del nero · e5 cavallo del bianco · f5 pedone del nero · c4 torre del bianco · d4 pedone del bianco · e4 re del nero · f4 pedone del nero · a3 torre del bianco · e3 pedone del bianco · f3 pedone del nero · g3 pedone del bianco · a2 re del bianco · c2 pedone del bianco · b1 alfiere del bianco | e8 donna del bianco · g8 alfiere del nero · a7 donna del nero · c7 cavallo del bianco · d7 pedone del nero · a6 pedone del nero · d6 alfiere del bianco · e6 cavallo del nero · e5 cavallo del bianco · f5 pedone del nero · c4 torre del bianco · d4 pedone del bianco · e4 re del nero · f4 pedone del nero · a3 torre del bianco · e3 pedone del bianco · f3 pedone del nero · g3 pedone del bianco · a2 re del bianco · c2 pedone del bianco · b1 alfiere del bianco | e8 donna del bianco · g8 alfiere del nero · a7 donna del nero · c7 cavallo del bianco · d7 pedone del nero · a6 pedone del nero · d6 alfiere del bianco · e6 cavallo del nero · e5 cavallo del bianco · f5 pedone del nero · c4 torre del bianco · d4 pedone del bianco · e4 re del nero · f4 pedone del nero · a3 torre del bianco · e3 pedone del bianco · f3 pedone del nero · g3 pedone del bianco · a2 re del bianco · c2 pedone del bianco · b1 alfiere del bianco | e8 donna del bianco · g8 alfiere del nero · a7 donna del nero · c7 cavallo del bianco · d7 pedone del nero · a6 pedone del nero · d6 alfiere del bianco · e6 cavallo del nero · e5 cavallo del bianco · f5 pedone del nero · c4 torre del bianco · d4 pedone del bianco · e4 re del nero · f4 pedone del nero · a3 torre del bianco · e3 pedone del bianco · f3 pedone del nero · g3 pedone del bianco · a2 re del bianco · c2 pedone del bianco · b1 alfiere del bianco | e8 donna del bianco · g8 alfiere del nero · a7 donna del nero · c7 cavallo del bianco · d7 pedone del nero · a6 pedone del nero · d6 alfiere del bianco · e6 cavallo del nero · e5 cavallo del bianco · f5 pedone del nero · c4 torre del bianco · d4 pedone del bianco · e4 re del nero · f4 pedone del nero · a3 torre del bianco · e3 pedone del bianco · f3 pedone del nero · g3 pedone del bianco · a2 re del bianco · c2 pedone del bianco · b1 alfiere del bianco | e8 donna del bianco · g8 alfiere del nero · a7 donna del nero · c7 cavallo del bianco · d7 pedone del nero · a6 pedone del nero · d6 alfiere del bianco · e6 cavallo del nero · e5 cavallo del bianco · f5 pedone del nero · c4 torre del bianco · d4 pedone del bianco · e4 re del nero · f4 pedone del nero · a3 torre del bianco · e3 pedone del bianco · f3 pedone del nero · g3 pedone del bianco · a2 re del bianco · c2 pedone del bianco · b1 alfiere del bianco | 3 |
| 2 | e8 donna del bianco · g8 alfiere del nero · a7 donna del nero · c7 cavallo del bianco · d7 pedone del nero · a6 pedone del nero · d6 alfiere del bianco · e6 cavallo del nero · e5 cavallo del bianco · f5 pedone del nero · c4 torre del bianco · d4 pedone del bianco · e4 re del nero · f4 pedone del nero · a3 torre del bianco · e3 pedone del bianco · f3 pedone del nero · g3 pedone del bianco · a2 re del bianco · c2 pedone del bianco · b1 alfiere del bianco | e8 donna del bianco · g8 alfiere del nero · a7 donna del nero · c7 cavallo del bianco · d7 pedone del nero · a6 pedone del nero · d6 alfiere del bianco · e6 cavallo del nero · e5 cavallo del bianco · f5 pedone del nero · c4 torre del bianco · d4 pedone del bianco · e4 re del nero · f4 pedone del nero · a3 torre del bianco · e3 pedone del bianco · f3 pedone del nero · g3 pedone del bianco · a2 re del bianco · c2 pedone del bianco · b1 alfiere del bianco | e8 donna del bianco · g8 alfiere del nero · a7 donna del nero · c7 cavallo del bianco · d7 pedone del nero · a6 pedone del nero · d6 alfiere del bianco · e6 cavallo del nero · e5 cavallo del bianco · f5 pedone del nero · c4 torre del bianco · d4 pedone del bianco · e4 re del nero · f4 pedone del nero · a3 torre del bianco · e3 pedone del bianco · f3 pedone del nero · g3 pedone del bianco · a2 re del bianco · c2 pedone del bianco · b1 alfiere del bianco | e8 donna del bianco · g8 alfiere del nero · a7 donna del nero · c7 cavallo del bianco · d7 pedone del nero · a6 pedone del nero · d6 alfiere del bianco · e6 cavallo del nero · e5 cavallo del bianco · f5 pedone del nero · c4 torre del bianco · d4 pedone del bianco · e4 re del nero · f4 pedone del nero · a3 torre del bianco · e3 pedone del bianco · f3 pedone del nero · g3 pedone del bianco · a2 re del bianco · c2 pedone del bianco · b1 alfiere del bianco | e8 donna del bianco · g8 alfiere del nero · a7 donna del nero · c7 cavallo del bianco · d7 pedone del nero · a6 pedone del nero · d6 alfiere del bianco · e6 cavallo del nero · e5 cavallo del bianco · f5 pedone del nero · c4 torre del bianco · d4 pedone del bianco · e4 re del nero · f4 pedone del nero · a3 torre del bianco · e3 pedone del bianco · f3 pedone del nero · g3 pedone del bianco · a2 re del bianco · c2 pedone del bianco · b1 alfiere del bianco | e8 donna del bianco · g8 alfiere del nero · a7 donna del nero · c7 cavallo del bianco · d7 pedone del nero · a6 pedone del nero · d6 alfiere del bianco · e6 cavallo del nero · e5 cavallo del bianco · f5 pedone del nero · c4 torre del bianco · d4 pedone del bianco · e4 re del nero · f4 pedone del nero · a3 torre del bianco · e3 pedone del bianco · f3 pedone del nero · g3 pedone del bianco · a2 re del bianco · c2 pedone del bianco · b1 alfiere del bianco | e8 donna del bianco · g8 alfiere del nero · a7 donna del nero · c7 cavallo del bianco · d7 pedone del nero · a6 pedone del nero · d6 alfiere del bianco · e6 cavallo del nero · e5 cavallo del bianco · f5 pedone del nero · c4 torre del bianco · d4 pedone del bianco · e4 re del nero · f4 pedone del nero · a3 torre del bianco · e3 pedone del bianco · f3 pedone del nero · g3 pedone del bianco · a2 re del bianco · c2 pedone del bianco · b1 alfiere del bianco | e8 donna del bianco · g8 alfiere del nero · a7 donna del nero · c7 cavallo del bianco · d7 pedone del nero · a6 pedone del nero · d6 alfiere del bianco · e6 cavallo del nero · e5 cavallo del bianco · f5 pedone del nero · c4 torre del bianco · d4 pedone del bianco · e4 re del nero · f4 pedone del nero · a3 torre del bianco · e3 pedone del bianco · f3 pedone del nero · g3 pedone del bianco · a2 re del bianco · c2 pedone del bianco · b1 alfiere del bianco | 2 |
| 1 | e8 donna del bianco · g8 alfiere del nero · a7 donna del nero · c7 cavallo del bianco · d7 pedone del nero · a6 pedone del nero · d6 alfiere del bianco · e6 cavallo del nero · e5 cavallo del bianco · f5 pedone del nero · c4 torre del bianco · d4 pedone del bianco · e4 re del nero · f4 pedone del nero · a3 torre del bianco · e3 pedone del bianco · f3 pedone del nero · g3 pedone del bianco · a2 re del bianco · c2 pedone del bianco · b1 alfiere del bianco | e8 donna del bianco · g8 alfiere del nero · a7 donna del nero · c7 cavallo del bianco · d7 pedone del nero · a6 pedone del nero · d6 alfiere del bianco · e6 cavallo del nero · e5 cavallo del bianco · f5 pedone del nero · c4 torre del bianco · d4 pedone del bianco · e4 re del nero · f4 pedone del nero · a3 torre del bianco · e3 pedone del bianco · f3 pedone del nero · g3 pedone del bianco · a2 re del bianco · c2 pedone del bianco · b1 alfiere del bianco | e8 donna del bianco · g8 alfiere del nero · a7 donna del nero · c7 cavallo del bianco · d7 pedone del nero · a6 pedone del nero · d6 alfiere del bianco · e6 cavallo del nero · e5 cavallo del bianco · f5 pedone del nero · c4 torre del bianco · d4 pedone del bianco · e4 re del nero · f4 pedone del nero · a3 torre del bianco · e3 pedone del bianco · f3 pedone del nero · g3 pedone del bianco · a2 re del bianco · c2 pedone del bianco · b1 alfiere del bianco | e8 donna del bianco · g8 alfiere del nero · a7 donna del nero · c7 cavallo del bianco · d7 pedone del nero · a6 pedone del nero · d6 alfiere del bianco · e6 cavallo del nero · e5 cavallo del bianco · f5 pedone del nero · c4 torre del bianco · d4 pedone del bianco · e4 re del nero · f4 pedone del nero · a3 torre del bianco · e3 pedone del bianco · f3 pedone del nero · g3 pedone del bianco · a2 re del bianco · c2 pedone del bianco · b1 alfiere del bianco | e8 donna del bianco · g8 alfiere del nero · a7 donna del nero · c7 cavallo del bianco · d7 pedone del nero · a6 pedone del nero · d6 alfiere del bianco · e6 cavallo del nero · e5 cavallo del bianco · f5 pedone del nero · c4 torre del bianco · d4 pedone del bianco · e4 re del nero · f4 pedone del nero · a3 torre del bianco · e3 pedone del bianco · f3 pedone del nero · g3 pedone del bianco · a2 re del bianco · c2 pedone del bianco · b1 alfiere del bianco | e8 donna del bianco · g8 alfiere del nero · a7 donna del nero · c7 cavallo del bianco · d7 pedone del nero · a6 pedone del nero · d6 alfiere del bianco · e6 cavallo del nero · e5 cavallo del bianco · f5 pedone del nero · c4 torre del bianco · d4 pedone del bianco · e4 re del nero · f4 pedone del nero · a3 torre del bianco · e3 pedone del bianco · f3 pedone del nero · g3 pedone del bianco · a2 re del bianco · c2 pedone del bianco · b1 alfiere del bianco | e8 donna del bianco · g8 alfiere del nero · a7 donna del nero · c7 cavallo del bianco · d7 pedone del nero · a6 pedone del nero · d6 alfiere del bianco · e6 cavallo del nero · e5 cavallo del bianco · f5 pedone del nero · c4 torre del bianco · d4 pedone del bianco · e4 re del nero · f4 pedone del nero · a3 torre del bianco · e3 pedone del bianco · f3 pedone del nero · g3 pedone del bianco · a2 re del bianco · c2 pedone del bianco · b1 alfiere del bianco | e8 donna del bianco · g8 alfiere del nero · a7 donna del nero · c7 cavallo del bianco · d7 pedone del nero · a6 pedone del nero · d6 alfiere del bianco · e6 cavallo del nero · e5 cavallo del bianco · f5 pedone del nero · c4 torre del bianco · d4 pedone del bianco · e4 re del nero · f4 pedone del nero · a3 torre del bianco · e3 pedone del bianco · f3 pedone del nero · g3 pedone del bianco · a2 re del bianco · c2 pedone del bianco · b1 alfiere del bianco | 1 |
|   | a | b | c | d | e | f | g | h |   |

Soluzione:
Chiave: 1. Tb4!  (min. 2. c4#)
1... Cxd4+  2. Cf7#

1... Cc5+  2. d5#

1... Dxd4  2. Da8#

|   | a | b | c | d | e | f | g | h |   |
| 8 | a7 re del bianco · b7 alfiere del nero · e7 torre del bianco · f7 torre del nero · h7 pedone del nero · a6 pedone del nero · b6 cavallo del bianco · g6 pedone del nero · h6 donna del bianco · a5 cavallo del bianco · b5 pedone del nero · c5 torre del bianco · b4 alfiere del bianco · d4 re del nero · g4 pedone del bianco · a3 torre del nero · f3 donna del nero · d2 pedone del bianco · b1 alfiere del bianco · c1 alfiere del nero | a7 re del bianco · b7 alfiere del nero · e7 torre del bianco · f7 torre del nero · h7 pedone del nero · a6 pedone del nero · b6 cavallo del bianco · g6 pedone del nero · h6 donna del bianco · a5 cavallo del bianco · b5 pedone del nero · c5 torre del bianco · b4 alfiere del bianco · d4 re del nero · g4 pedone del bianco · a3 torre del nero · f3 donna del nero · d2 pedone del bianco · b1 alfiere del bianco · c1 alfiere del nero | a7 re del bianco · b7 alfiere del nero · e7 torre del bianco · f7 torre del nero · h7 pedone del nero · a6 pedone del nero · b6 cavallo del bianco · g6 pedone del nero · h6 donna del bianco · a5 cavallo del bianco · b5 pedone del nero · c5 torre del bianco · b4 alfiere del bianco · d4 re del nero · g4 pedone del bianco · a3 torre del nero · f3 donna del nero · d2 pedone del bianco · b1 alfiere del bianco · c1 alfiere del nero | a7 re del bianco · b7 alfiere del nero · e7 torre del bianco · f7 torre del nero · h7 pedone del nero · a6 pedone del nero · b6 cavallo del bianco · g6 pedone del nero · h6 donna del bianco · a5 cavallo del bianco · b5 pedone del nero · c5 torre del bianco · b4 alfiere del bianco · d4 re del nero · g4 pedone del bianco · a3 torre del nero · f3 donna del nero · d2 pedone del bianco · b1 alfiere del bianco · c1 alfiere del nero | a7 re del bianco · b7 alfiere del nero · e7 torre del bianco · f7 torre del nero · h7 pedone del nero · a6 pedone del nero · b6 cavallo del bianco · g6 pedone del nero · h6 donna del bianco · a5 cavallo del bianco · b5 pedone del nero · c5 torre del bianco · b4 alfiere del bianco · d4 re del nero · g4 pedone del bianco · a3 torre del nero · f3 donna del nero · d2 pedone del bianco · b1 alfiere del bianco · c1 alfiere del nero | a7 re del bianco · b7 alfiere del nero · e7 torre del bianco · f7 torre del nero · h7 pedone del nero · a6 pedone del nero · b6 cavallo del bianco · g6 pedone del nero · h6 donna del bianco · a5 cavallo del bianco · b5 pedone del nero · c5 torre del bianco · b4 alfiere del bianco · d4 re del nero · g4 pedone del bianco · a3 torre del nero · f3 donna del nero · d2 pedone del bianco · b1 alfiere del bianco · c1 alfiere del nero | a7 re del bianco · b7 alfiere del nero · e7 torre del bianco · f7 torre del nero · h7 pedone del nero · a6 pedone del nero · b6 cavallo del bianco · g6 pedone del nero · h6 donna del bianco · a5 cavallo del bianco · b5 pedone del nero · c5 torre del bianco · b4 alfiere del bianco · d4 re del nero · g4 pedone del bianco · a3 torre del nero · f3 donna del nero · d2 pedone del bianco · b1 alfiere del bianco · c1 alfiere del nero | a7 re del bianco · b7 alfiere del nero · e7 torre del bianco · f7 torre del nero · h7 pedone del nero · a6 pedone del nero · b6 cavallo del bianco · g6 pedone del nero · h6 donna del bianco · a5 cavallo del bianco · b5 pedone del nero · c5 torre del bianco · b4 alfiere del bianco · d4 re del nero · g4 pedone del bianco · a3 torre del nero · f3 donna del nero · d2 pedone del bianco · b1 alfiere del bianco · c1 alfiere del nero | 8 |
| 7 | a7 re del bianco · b7 alfiere del nero · e7 torre del bianco · f7 torre del nero · h7 pedone del nero · a6 pedone del nero · b6 cavallo del bianco · g6 pedone del nero · h6 donna del bianco · a5 cavallo del bianco · b5 pedone del nero · c5 torre del bianco · b4 alfiere del bianco · d4 re del nero · g4 pedone del bianco · a3 torre del nero · f3 donna del nero · d2 pedone del bianco · b1 alfiere del bianco · c1 alfiere del nero | a7 re del bianco · b7 alfiere del nero · e7 torre del bianco · f7 torre del nero · h7 pedone del nero · a6 pedone del nero · b6 cavallo del bianco · g6 pedone del nero · h6 donna del bianco · a5 cavallo del bianco · b5 pedone del nero · c5 torre del bianco · b4 alfiere del bianco · d4 re del nero · g4 pedone del bianco · a3 torre del nero · f3 donna del nero · d2 pedone del bianco · b1 alfiere del bianco · c1 alfiere del nero | a7 re del bianco · b7 alfiere del nero · e7 torre del bianco · f7 torre del nero · h7 pedone del nero · a6 pedone del nero · b6 cavallo del bianco · g6 pedone del nero · h6 donna del bianco · a5 cavallo del bianco · b5 pedone del nero · c5 torre del bianco · b4 alfiere del bianco · d4 re del nero · g4 pedone del bianco · a3 torre del nero · f3 donna del nero · d2 pedone del bianco · b1 alfiere del bianco · c1 alfiere del nero | a7 re del bianco · b7 alfiere del nero · e7 torre del bianco · f7 torre del nero · h7 pedone del nero · a6 pedone del nero · b6 cavallo del bianco · g6 pedone del nero · h6 donna del bianco · a5 cavallo del bianco · b5 pedone del nero · c5 torre del bianco · b4 alfiere del bianco · d4 re del nero · g4 pedone del bianco · a3 torre del nero · f3 donna del nero · d2 pedone del bianco · b1 alfiere del bianco · c1 alfiere del nero | a7 re del bianco · b7 alfiere del nero · e7 torre del bianco · f7 torre del nero · h7 pedone del nero · a6 pedone del nero · b6 cavallo del bianco · g6 pedone del nero · h6 donna del bianco · a5 cavallo del bianco · b5 pedone del nero · c5 torre del bianco · b4 alfiere del bianco · d4 re del nero · g4 pedone del bianco · a3 torre del nero · f3 donna del nero · d2 pedone del bianco · b1 alfiere del bianco · c1 alfiere del nero | a7 re del bianco · b7 alfiere del nero · e7 torre del bianco · f7 torre del nero · h7 pedone del nero · a6 pedone del nero · b6 cavallo del bianco · g6 pedone del nero · h6 donna del bianco · a5 cavallo del bianco · b5 pedone del nero · c5 torre del bianco · b4 alfiere del bianco · d4 re del nero · g4 pedone del bianco · a3 torre del nero · f3 donna del nero · d2 pedone del bianco · b1 alfiere del bianco · c1 alfiere del nero | a7 re del bianco · b7 alfiere del nero · e7 torre del bianco · f7 torre del nero · h7 pedone del nero · a6 pedone del nero · b6 cavallo del bianco · g6 pedone del nero · h6 donna del bianco · a5 cavallo del bianco · b5 pedone del nero · c5 torre del bianco · b4 alfiere del bianco · d4 re del nero · g4 pedone del bianco · a3 torre del nero · f3 donna del nero · d2 pedone del bianco · b1 alfiere del bianco · c1 alfiere del nero | a7 re del bianco · b7 alfiere del nero · e7 torre del bianco · f7 torre del nero · h7 pedone del nero · a6 pedone del nero · b6 cavallo del bianco · g6 pedone del nero · h6 donna del bianco · a5 cavallo del bianco · b5 pedone del nero · c5 torre del bianco · b4 alfiere del bianco · d4 re del nero · g4 pedone del bianco · a3 torre del nero · f3 donna del nero · d2 pedone del bianco · b1 alfiere del bianco · c1 alfiere del nero | 7 |
| 6 | a7 re del bianco · b7 alfiere del nero · e7 torre del bianco · f7 torre del nero · h7 pedone del nero · a6 pedone del nero · b6 cavallo del bianco · g6 pedone del nero · h6 donna del bianco · a5 cavallo del bianco · b5 pedone del nero · c5 torre del bianco · b4 alfiere del bianco · d4 re del nero · g4 pedone del bianco · a3 torre del nero · f3 donna del nero · d2 pedone del bianco · b1 alfiere del bianco · c1 alfiere del nero | a7 re del bianco · b7 alfiere del nero · e7 torre del bianco · f7 torre del nero · h7 pedone del nero · a6 pedone del nero · b6 cavallo del bianco · g6 pedone del nero · h6 donna del bianco · a5 cavallo del bianco · b5 pedone del nero · c5 torre del bianco · b4 alfiere del bianco · d4 re del nero · g4 pedone del bianco · a3 torre del nero · f3 donna del nero · d2 pedone del bianco · b1 alfiere del bianco · c1 alfiere del nero | a7 re del bianco · b7 alfiere del nero · e7 torre del bianco · f7 torre del nero · h7 pedone del nero · a6 pedone del nero · b6 cavallo del bianco · g6 pedone del nero · h6 donna del bianco · a5 cavallo del bianco · b5 pedone del nero · c5 torre del bianco · b4 alfiere del bianco · d4 re del nero · g4 pedone del bianco · a3 torre del nero · f3 donna del nero · d2 pedone del bianco · b1 alfiere del bianco · c1 alfiere del nero | a7 re del bianco · b7 alfiere del nero · e7 torre del bianco · f7 torre del nero · h7 pedone del nero · a6 pedone del nero · b6 cavallo del bianco · g6 pedone del nero · h6 donna del bianco · a5 cavallo del bianco · b5 pedone del nero · c5 torre del bianco · b4 alfiere del bianco · d4 re del nero · g4 pedone del bianco · a3 torre del nero · f3 donna del nero · d2 pedone del bianco · b1 alfiere del bianco · c1 alfiere del nero | a7 re del bianco · b7 alfiere del nero · e7 torre del bianco · f7 torre del nero · h7 pedone del nero · a6 pedone del nero · b6 cavallo del bianco · g6 pedone del nero · h6 donna del bianco · a5 cavallo del bianco · b5 pedone del nero · c5 torre del bianco · b4 alfiere del bianco · d4 re del nero · g4 pedone del bianco · a3 torre del nero · f3 donna del nero · d2 pedone del bianco · b1 alfiere del bianco · c1 alfiere del nero | a7 re del bianco · b7 alfiere del nero · e7 torre del bianco · f7 torre del nero · h7 pedone del nero · a6 pedone del nero · b6 cavallo del bianco · g6 pedone del nero · h6 donna del bianco · a5 cavallo del bianco · b5 pedone del nero · c5 torre del bianco · b4 alfiere del bianco · d4 re del nero · g4 pedone del bianco · a3 torre del nero · f3 donna del nero · d2 pedone del bianco · b1 alfiere del bianco · c1 alfiere del nero | a7 re del bianco · b7 alfiere del nero · e7 torre del bianco · f7 torre del nero · h7 pedone del nero · a6 pedone del nero · b6 cavallo del bianco · g6 pedone del nero · h6 donna del bianco · a5 cavallo del bianco · b5 pedone del nero · c5 torre del bianco · b4 alfiere del bianco · d4 re del nero · g4 pedone del bianco · a3 torre del nero · f3 donna del nero · d2 pedone del bianco · b1 alfiere del bianco · c1 alfiere del nero | a7 re del bianco · b7 alfiere del nero · e7 torre del bianco · f7 torre del nero · h7 pedone del nero · a6 pedone del nero · b6 cavallo del bianco · g6 pedone del nero · h6 donna del bianco · a5 cavallo del bianco · b5 pedone del nero · c5 torre del bianco · b4 alfiere del bianco · d4 re del nero · g4 pedone del bianco · a3 torre del nero · f3 donna del nero · d2 pedone del bianco · b1 alfiere del bianco · c1 alfiere del nero | 6 |
| 5 | a7 re del bianco · b7 alfiere del nero · e7 torre del bianco · f7 torre del nero · h7 pedone del nero · a6 pedone del nero · b6 cavallo del bianco · g6 pedone del nero · h6 donna del bianco · a5 cavallo del bianco · b5 pedone del nero · c5 torre del bianco · b4 alfiere del bianco · d4 re del nero · g4 pedone del bianco · a3 torre del nero · f3 donna del nero · d2 pedone del bianco · b1 alfiere del bianco · c1 alfiere del nero | a7 re del bianco · b7 alfiere del nero · e7 torre del bianco · f7 torre del nero · h7 pedone del nero · a6 pedone del nero · b6 cavallo del bianco · g6 pedone del nero · h6 donna del bianco · a5 cavallo del bianco · b5 pedone del nero · c5 torre del bianco · b4 alfiere del bianco · d4 re del nero · g4 pedone del bianco · a3 torre del nero · f3 donna del nero · d2 pedone del bianco · b1 alfiere del bianco · c1 alfiere del nero | a7 re del bianco · b7 alfiere del nero · e7 torre del bianco · f7 torre del nero · h7 pedone del nero · a6 pedone del nero · b6 cavallo del bianco · g6 pedone del nero · h6 donna del bianco · a5 cavallo del bianco · b5 pedone del nero · c5 torre del bianco · b4 alfiere del bianco · d4 re del nero · g4 pedone del bianco · a3 torre del nero · f3 donna del nero · d2 pedone del bianco · b1 alfiere del bianco · c1 alfiere del nero | a7 re del bianco · b7 alfiere del nero · e7 torre del bianco · f7 torre del nero · h7 pedone del nero · a6 pedone del nero · b6 cavallo del bianco · g6 pedone del nero · h6 donna del bianco · a5 cavallo del bianco · b5 pedone del nero · c5 torre del bianco · b4 alfiere del bianco · d4 re del nero · g4 pedone del bianco · a3 torre del nero · f3 donna del nero · d2 pedone del bianco · b1 alfiere del bianco · c1 alfiere del nero | a7 re del bianco · b7 alfiere del nero · e7 torre del bianco · f7 torre del nero · h7 pedone del nero · a6 pedone del nero · b6 cavallo del bianco · g6 pedone del nero · h6 donna del bianco · a5 cavallo del bianco · b5 pedone del nero · c5 torre del bianco · b4 alfiere del bianco · d4 re del nero · g4 pedone del bianco · a3 torre del nero · f3 donna del nero · d2 pedone del bianco · b1 alfiere del bianco · c1 alfiere del nero | a7 re del bianco · b7 alfiere del nero · e7 torre del bianco · f7 torre del nero · h7 pedone del nero · a6 pedone del nero · b6 cavallo del bianco · g6 pedone del nero · h6 donna del bianco · a5 cavallo del bianco · b5 pedone del nero · c5 torre del bianco · b4 alfiere del bianco · d4 re del nero · g4 pedone del bianco · a3 torre del nero · f3 donna del nero · d2 pedone del bianco · b1 alfiere del bianco · c1 alfiere del nero | a7 re del bianco · b7 alfiere del nero · e7 torre del bianco · f7 torre del nero · h7 pedone del nero · a6 pedone del nero · b6 cavallo del bianco · g6 pedone del nero · h6 donna del bianco · a5 cavallo del bianco · b5 pedone del nero · c5 torre del bianco · b4 alfiere del bianco · d4 re del nero · g4 pedone del bianco · a3 torre del nero · f3 donna del nero · d2 pedone del bianco · b1 alfiere del bianco · c1 alfiere del nero | a7 re del bianco · b7 alfiere del nero · e7 torre del bianco · f7 torre del nero · h7 pedone del nero · a6 pedone del nero · b6 cavallo del bianco · g6 pedone del nero · h6 donna del bianco · a5 cavallo del bianco · b5 pedone del nero · c5 torre del bianco · b4 alfiere del bianco · d4 re del nero · g4 pedone del bianco · a3 torre del nero · f3 donna del nero · d2 pedone del bianco · b1 alfiere del bianco · c1 alfiere del nero | 5 |
| 4 | a7 re del bianco · b7 alfiere del nero · e7 torre del bianco · f7 torre del nero · h7 pedone del nero · a6 pedone del nero · b6 cavallo del bianco · g6 pedone del nero · h6 donna del bianco · a5 cavallo del bianco · b5 pedone del nero · c5 torre del bianco · b4 alfiere del bianco · d4 re del nero · g4 pedone del bianco · a3 torre del nero · f3 donna del nero · d2 pedone del bianco · b1 alfiere del bianco · c1 alfiere del nero | a7 re del bianco · b7 alfiere del nero · e7 torre del bianco · f7 torre del nero · h7 pedone del nero · a6 pedone del nero · b6 cavallo del bianco · g6 pedone del nero · h6 donna del bianco · a5 cavallo del bianco · b5 pedone del nero · c5 torre del bianco · b4 alfiere del bianco · d4 re del nero · g4 pedone del bianco · a3 torre del nero · f3 donna del nero · d2 pedone del bianco · b1 alfiere del bianco · c1 alfiere del nero | a7 re del bianco · b7 alfiere del nero · e7 torre del bianco · f7 torre del nero · h7 pedone del nero · a6 pedone del nero · b6 cavallo del bianco · g6 pedone del nero · h6 donna del bianco · a5 cavallo del bianco · b5 pedone del nero · c5 torre del bianco · b4 alfiere del bianco · d4 re del nero · g4 pedone del bianco · a3 torre del nero · f3 donna del nero · d2 pedone del bianco · b1 alfiere del bianco · c1 alfiere del nero | a7 re del bianco · b7 alfiere del nero · e7 torre del bianco · f7 torre del nero · h7 pedone del nero · a6 pedone del nero · b6 cavallo del bianco · g6 pedone del nero · h6 donna del bianco · a5 cavallo del bianco · b5 pedone del nero · c5 torre del bianco · b4 alfiere del bianco · d4 re del nero · g4 pedone del bianco · a3 torre del nero · f3 donna del nero · d2 pedone del bianco · b1 alfiere del bianco · c1 alfiere del nero | a7 re del bianco · b7 alfiere del nero · e7 torre del bianco · f7 torre del nero · h7 pedone del nero · a6 pedone del nero · b6 cavallo del bianco · g6 pedone del nero · h6 donna del bianco · a5 cavallo del bianco · b5 pedone del nero · c5 torre del bianco · b4 alfiere del bianco · d4 re del nero · g4 pedone del bianco · a3 torre del nero · f3 donna del nero · d2 pedone del bianco · b1 alfiere del bianco · c1 alfiere del nero | a7 re del bianco · b7 alfiere del nero · e7 torre del bianco · f7 torre del nero · h7 pedone del nero · a6 pedone del nero · b6 cavallo del bianco · g6 pedone del nero · h6 donna del bianco · a5 cavallo del bianco · b5 pedone del nero · c5 torre del bianco · b4 alfiere del bianco · d4 re del nero · g4 pedone del bianco · a3 torre del nero · f3 donna del nero · d2 pedone del bianco · b1 alfiere del bianco · c1 alfiere del nero | a7 re del bianco · b7 alfiere del nero · e7 torre del bianco · f7 torre del nero · h7 pedone del nero · a6 pedone del nero · b6 cavallo del bianco · g6 pedone del nero · h6 donna del bianco · a5 cavallo del bianco · b5 pedone del nero · c5 torre del bianco · b4 alfiere del bianco · d4 re del nero · g4 pedone del bianco · a3 torre del nero · f3 donna del nero · d2 pedone del bianco · b1 alfiere del bianco · c1 alfiere del nero | a7 re del bianco · b7 alfiere del nero · e7 torre del bianco · f7 torre del nero · h7 pedone del nero · a6 pedone del nero · b6 cavallo del bianco · g6 pedone del nero · h6 donna del bianco · a5 cavallo del bianco · b5 pedone del nero · c5 torre del bianco · b4 alfiere del bianco · d4 re del nero · g4 pedone del bianco · a3 torre del nero · f3 donna del nero · d2 pedone del bianco · b1 alfiere del bianco · c1 alfiere del nero | 4 |
| 3 | a7 re del bianco · b7 alfiere del nero · e7 torre del bianco · f7 torre del nero · h7 pedone del nero · a6 pedone del nero · b6 cavallo del bianco · g6 pedone del nero · h6 donna del bianco · a5 cavallo del bianco · b5 pedone del nero · c5 torre del bianco · b4 alfiere del bianco · d4 re del nero · g4 pedone del bianco · a3 torre del nero · f3 donna del nero · d2 pedone del bianco · b1 alfiere del bianco · c1 alfiere del nero | a7 re del bianco · b7 alfiere del nero · e7 torre del bianco · f7 torre del nero · h7 pedone del nero · a6 pedone del nero · b6 cavallo del bianco · g6 pedone del nero · h6 donna del bianco · a5 cavallo del bianco · b5 pedone del nero · c5 torre del bianco · b4 alfiere del bianco · d4 re del nero · g4 pedone del bianco · a3 torre del nero · f3 donna del nero · d2 pedone del bianco · b1 alfiere del bianco · c1 alfiere del nero | a7 re del bianco · b7 alfiere del nero · e7 torre del bianco · f7 torre del nero · h7 pedone del nero · a6 pedone del nero · b6 cavallo del bianco · g6 pedone del nero · h6 donna del bianco · a5 cavallo del bianco · b5 pedone del nero · c5 torre del bianco · b4 alfiere del bianco · d4 re del nero · g4 pedone del bianco · a3 torre del nero · f3 donna del nero · d2 pedone del bianco · b1 alfiere del bianco · c1 alfiere del nero | a7 re del bianco · b7 alfiere del nero · e7 torre del bianco · f7 torre del nero · h7 pedone del nero · a6 pedone del nero · b6 cavallo del bianco · g6 pedone del nero · h6 donna del bianco · a5 cavallo del bianco · b5 pedone del nero · c5 torre del bianco · b4 alfiere del bianco · d4 re del nero · g4 pedone del bianco · a3 torre del nero · f3 donna del nero · d2 pedone del bianco · b1 alfiere del bianco · c1 alfiere del nero | a7 re del bianco · b7 alfiere del nero · e7 torre del bianco · f7 torre del nero · h7 pedone del nero · a6 pedone del nero · b6 cavallo del bianco · g6 pedone del nero · h6 donna del bianco · a5 cavallo del bianco · b5 pedone del nero · c5 torre del bianco · b4 alfiere del bianco · d4 re del nero · g4 pedone del bianco · a3 torre del nero · f3 donna del nero · d2 pedone del bianco · b1 alfiere del bianco · c1 alfiere del nero | a7 re del bianco · b7 alfiere del nero · e7 torre del bianco · f7 torre del nero · h7 pedone del nero · a6 pedone del nero · b6 cavallo del bianco · g6 pedone del nero · h6 donna del bianco · a5 cavallo del bianco · b5 pedone del nero · c5 torre del bianco · b4 alfiere del bianco · d4 re del nero · g4 pedone del bianco · a3 torre del nero · f3 donna del nero · d2 pedone del bianco · b1 alfiere del bianco · c1 alfiere del nero | a7 re del bianco · b7 alfiere del nero · e7 torre del bianco · f7 torre del nero · h7 pedone del nero · a6 pedone del nero · b6 cavallo del bianco · g6 pedone del nero · h6 donna del bianco · a5 cavallo del bianco · b5 pedone del nero · c5 torre del bianco · b4 alfiere del bianco · d4 re del nero · g4 pedone del bianco · a3 torre del nero · f3 donna del nero · d2 pedone del bianco · b1 alfiere del bianco · c1 alfiere del nero | a7 re del bianco · b7 alfiere del nero · e7 torre del bianco · f7 torre del nero · h7 pedone del nero · a6 pedone del nero · b6 cavallo del bianco · g6 pedone del nero · h6 donna del bianco · a5 cavallo del bianco · b5 pedone del nero · c5 torre del bianco · b4 alfiere del bianco · d4 re del nero · g4 pedone del bianco · a3 torre del nero · f3 donna del nero · d2 pedone del bianco · b1 alfiere del bianco · c1 alfiere del nero | 3 |
| 2 | a7 re del bianco · b7 alfiere del nero · e7 torre del bianco · f7 torre del nero · h7 pedone del nero · a6 pedone del nero · b6 cavallo del bianco · g6 pedone del nero · h6 donna del bianco · a5 cavallo del bianco · b5 pedone del nero · c5 torre del bianco · b4 alfiere del bianco · d4 re del nero · g4 pedone del bianco · a3 torre del nero · f3 donna del nero · d2 pedone del bianco · b1 alfiere del bianco · c1 alfiere del nero | a7 re del bianco · b7 alfiere del nero · e7 torre del bianco · f7 torre del nero · h7 pedone del nero · a6 pedone del nero · b6 cavallo del bianco · g6 pedone del nero · h6 donna del bianco · a5 cavallo del bianco · b5 pedone del nero · c5 torre del bianco · b4 alfiere del bianco · d4 re del nero · g4 pedone del bianco · a3 torre del nero · f3 donna del nero · d2 pedone del bianco · b1 alfiere del bianco · c1 alfiere del nero | a7 re del bianco · b7 alfiere del nero · e7 torre del bianco · f7 torre del nero · h7 pedone del nero · a6 pedone del nero · b6 cavallo del bianco · g6 pedone del nero · h6 donna del bianco · a5 cavallo del bianco · b5 pedone del nero · c5 torre del bianco · b4 alfiere del bianco · d4 re del nero · g4 pedone del bianco · a3 torre del nero · f3 donna del nero · d2 pedone del bianco · b1 alfiere del bianco · c1 alfiere del nero | a7 re del bianco · b7 alfiere del nero · e7 torre del bianco · f7 torre del nero · h7 pedone del nero · a6 pedone del nero · b6 cavallo del bianco · g6 pedone del nero · h6 donna del bianco · a5 cavallo del bianco · b5 pedone del nero · c5 torre del bianco · b4 alfiere del bianco · d4 re del nero · g4 pedone del bianco · a3 torre del nero · f3 donna del nero · d2 pedone del bianco · b1 alfiere del bianco · c1 alfiere del nero | a7 re del bianco · b7 alfiere del nero · e7 torre del bianco · f7 torre del nero · h7 pedone del nero · a6 pedone del nero · b6 cavallo del bianco · g6 pedone del nero · h6 donna del bianco · a5 cavallo del bianco · b5 pedone del nero · c5 torre del bianco · b4 alfiere del bianco · d4 re del nero · g4 pedone del bianco · a3 torre del nero · f3 donna del nero · d2 pedone del bianco · b1 alfiere del bianco · c1 alfiere del nero | a7 re del bianco · b7 alfiere del nero · e7 torre del bianco · f7 torre del nero · h7 pedone del nero · a6 pedone del nero · b6 cavallo del bianco · g6 pedone del nero · h6 donna del bianco · a5 cavallo del bianco · b5 pedone del nero · c5 torre del bianco · b4 alfiere del bianco · d4 re del nero · g4 pedone del bianco · a3 torre del nero · f3 donna del nero · d2 pedone del bianco · b1 alfiere del bianco · c1 alfiere del nero | a7 re del bianco · b7 alfiere del nero · e7 torre del bianco · f7 torre del nero · h7 pedone del nero · a6 pedone del nero · b6 cavallo del bianco · g6 pedone del nero · h6 donna del bianco · a5 cavallo del bianco · b5 pedone del nero · c5 torre del bianco · b4 alfiere del bianco · d4 re del nero · g4 pedone del bianco · a3 torre del nero · f3 donna del nero · d2 pedone del bianco · b1 alfiere del bianco · c1 alfiere del nero | a7 re del bianco · b7 alfiere del nero · e7 torre del bianco · f7 torre del nero · h7 pedone del nero · a6 pedone del nero · b6 cavallo del bianco · g6 pedone del nero · h6 donna del bianco · a5 cavallo del bianco · b5 pedone del nero · c5 torre del bianco · b4 alfiere del bianco · d4 re del nero · g4 pedone del bianco · a3 torre del nero · f3 donna del nero · d2 pedone del bianco · b1 alfiere del bianco · c1 alfiere del nero | 2 |
| 1 | a7 re del bianco · b7 alfiere del nero · e7 torre del bianco · f7 torre del nero · h7 pedone del nero · a6 pedone del nero · b6 cavallo del bianco · g6 pedone del nero · h6 donna del bianco · a5 cavallo del bianco · b5 pedone del nero · c5 torre del bianco · b4 alfiere del bianco · d4 re del nero · g4 pedone del bianco · a3 torre del nero · f3 donna del nero · d2 pedone del bianco · b1 alfiere del bianco · c1 alfiere del nero | a7 re del bianco · b7 alfiere del nero · e7 torre del bianco · f7 torre del nero · h7 pedone del nero · a6 pedone del nero · b6 cavallo del bianco · g6 pedone del nero · h6 donna del bianco · a5 cavallo del bianco · b5 pedone del nero · c5 torre del bianco · b4 alfiere del bianco · d4 re del nero · g4 pedone del bianco · a3 torre del nero · f3 donna del nero · d2 pedone del bianco · b1 alfiere del bianco · c1 alfiere del nero | a7 re del bianco · b7 alfiere del nero · e7 torre del bianco · f7 torre del nero · h7 pedone del nero · a6 pedone del nero · b6 cavallo del bianco · g6 pedone del nero · h6 donna del bianco · a5 cavallo del bianco · b5 pedone del nero · c5 torre del bianco · b4 alfiere del bianco · d4 re del nero · g4 pedone del bianco · a3 torre del nero · f3 donna del nero · d2 pedone del bianco · b1 alfiere del bianco · c1 alfiere del nero | a7 re del bianco · b7 alfiere del nero · e7 torre del bianco · f7 torre del nero · h7 pedone del nero · a6 pedone del nero · b6 cavallo del bianco · g6 pedone del nero · h6 donna del bianco · a5 cavallo del bianco · b5 pedone del nero · c5 torre del bianco · b4 alfiere del bianco · d4 re del nero · g4 pedone del bianco · a3 torre del nero · f3 donna del nero · d2 pedone del bianco · b1 alfiere del bianco · c1 alfiere del nero | a7 re del bianco · b7 alfiere del nero · e7 torre del bianco · f7 torre del nero · h7 pedone del nero · a6 pedone del nero · b6 cavallo del bianco · g6 pedone del nero · h6 donna del bianco · a5 cavallo del bianco · b5 pedone del nero · c5 torre del bianco · b4 alfiere del bianco · d4 re del nero · g4 pedone del bianco · a3 torre del nero · f3 donna del nero · d2 pedone del bianco · b1 alfiere del bianco · c1 alfiere del nero | a7 re del bianco · b7 alfiere del nero · e7 torre del bianco · f7 torre del nero · h7 pedone del nero · a6 pedone del nero · b6 cavallo del bianco · g6 pedone del nero · h6 donna del bianco · a5 cavallo del bianco · b5 pedone del nero · c5 torre del bianco · b4 alfiere del bianco · d4 re del nero · g4 pedone del bianco · a3 torre del nero · f3 donna del nero · d2 pedone del bianco · b1 alfiere del bianco · c1 alfiere del nero | a7 re del bianco · b7 alfiere del nero · e7 torre del bianco · f7 torre del nero · h7 pedone del nero · a6 pedone del nero · b6 cavallo del bianco · g6 pedone del nero · h6 donna del bianco · a5 cavallo del bianco · b5 pedone del nero · c5 torre del bianco · b4 alfiere del bianco · d4 re del nero · g4 pedone del bianco · a3 torre del nero · f3 donna del nero · d2 pedone del bianco · b1 alfiere del bianco · c1 alfiere del nero | a7 re del bianco · b7 alfiere del nero · e7 torre del bianco · f7 torre del nero · h7 pedone del nero · a6 pedone del nero · b6 cavallo del bianco · g6 pedone del nero · h6 donna del bianco · a5 cavallo del bianco · b5 pedone del nero · c5 torre del bianco · b4 alfiere del bianco · d4 re del nero · g4 pedone del bianco · a3 torre del nero · f3 donna del nero · d2 pedone del bianco · b1 alfiere del bianco · c1 alfiere del nero | 1 |
|   | a | b | c | d | e | f | g | h |   |

Soluzione:
Chiave: 1. Th5!  (min. 2. Ac5#)
1... Tc3  2. Cb3+ Txb3  3. Ac5#

1... Dd5  2. Te4+ Dxe4  3. Ac5#

1... Dc3  2. De3+ Dxe3  3. Ac5#

1... Df5  2. Df4+ Dxf4  3. Ac5#

1... Ad5  2. Cc6 Axc6  3. Ac5#